# Língua pitcairnesa
A língua pitcairnesa (em pitcairnês: pitkern), também conhecida como pitcairnês-norfolquino, é uma língua crioula nascida do contato entre o inglês e o taitiano no final do século XVIII. É a língua primária das Ilhas Picárnia, embora esta língua tenha mais falantes na Ilha Norfolque, onde é conhecida como língua norfolquina. Excepcionalmente, embora falado nas ilhas do oceano Pacífico, o pitcairnês tem sido descrito como um crioulo Atlântico.

## História
Após o motim do HMS Bounty, os amotinados britânicos pararam em Taiti e levaram dezoito polinésios, principalmente mulheres, para a remota Ilha Picárnia e se estabeleceram lá. Inicialmente, os taitianos falavam pouco inglês, e os tripulantes Bounty conheciam ainda menos os taitianos. Isolados do resto do mundo, eles tiveram que se comunicar entre si e, ao longo do tempo, formaram uma nova linguagem única que combinava inglês simplificado com palavras da língua taitiana e padrões de fala.
O pitcairnês foi influenciado pelos diversos dialetos ingleses e sotaques da tripulação. Geograficamente falando, os amotinados tinham saído das Índias Ocidentais, com um deles sendo descrito como falando precursor de um patois caribenho. Um era um escocês da Ilha de Lewis. Pelo menos um, o líder Fletcher Christian, era um homem bem estudado, o que na época fazia uma grande diferença na criação fala. Ambos dialetos britânicos, Geordie e West Country English, apresentam ligações óbvias com algumas palavras e frases do pitcairnês, como whettles, que significa comida, de víveres (victuals).
Muitas expressões que não são comumente usadas no inglês moderno que é hoje falado na maioria das áreas do mundo continuam existindo em pitcairnês. Essas expressões incluem palavras da cultura marítima britânica na era dos velejadores. A influência dos missionários Igreja Adventista do Sétimo Dia e a Bíblia do Rei Jaime também são notáveis.
Em meados do século XIX, o povo pitcairnês se reassentou na Ilha Norfolque; Mais tarde, voltou a Picárnia. A maioria dos falantes do pitcairnês hoje são os descendentes daqueles que ficaram na ilha. Pitcairnês e os dialetos de Norfolque (norfolquino) são mutuamente inteligíveis.

## Frases
Observe-se a grande semelhança com o inglês:
| Pitcairnês               | Português                              |
| ------------------------ | -------------------------------------- |
| Whata way ye?            | Como você está?                        |
| About ye gwen?           | Onde você vai?                         |
| You gwen whihi up suppa? | Você vai cozinhar a ceia?              |
| I nor believe.           | Eu não acredito.                       |
| Ye like-a sum whettles?  | Você gostaria de comer algo?           |
| Do' mine.                | não importa. Eu não me importo.        |
| Wa sing yourley doing?   | O que você está fazendo?               |
| I se gwen ah big shep.   | Eu vou para o navio.                   |
| Humuch shep corl ya?     | Com que frequência os navios vêm aqui? |
| Cum yorley sulluns!      | Venha todas vocês, crianças!           |
| I se gwen ah nahweh.     | Eu vou nadar.                          |
| Lebbe!                   | Deixa estar!                           |
| Cooshoo!                 | Bom!                                   |

## Poesia em pitcairnês
Existe alguma poesia em pitcairnês. Os poemas de Meralda Warren são particularmente importantes.